# Rhodera
Rhodera is een geslacht van spinnen behorend tot de familie celspinnen (Dysderidae).

## Soort
- Rhodera hypogea Deeleman-Reinhold, 1989